# NexTag
Nextag es un portal web de comparación de compras de productos, servicios financieros, viajes, automóviles y formación. Su sede central se encuentra en San Mateo, California, pero también cuenta con oficinas en Londres, Reino Unido, Tokio, Japón y Gurgaon (India). 

## Desarrollo
NexTag se estableció en el año 1999 como un portal web en el que los compradores y vendedores podían acordar y negociar precios de productos de informática y electrónica. Su actual modelo empresarial, el cual se enfoca principalmente en la comparación de precios y compras, lleva existiendo desde el año 2000, y ha sido rentable durante los últimos 7 años. En mayo de 2007, Nextag vendió dos tercios de las participaciones de la empresa, valoradas en 830 millones de dólares, a la sociedad de capital privado Providence Equity Partners, LLC.
Nextag, cuyo número de visitantes mensuales alcanza los 30 millones (julio de 2011), ha estado presente más de una vez entre “Los 10 Mejores Buscadores de Estados Unidos” de la lista Nielsen.
Nextag España se creó en el año 2009. También opera en el sector de la comparación de compras y precios en otros países como Estados Unidos, Reino Unido, Alemania, Italia, Francia, Australia y Japón.

## Enlaces
- Nextag España
- Nextag Francia
- Nextag Alemania
- Nextag Estados Unidos
- Nextag El Reino Unido
- Nextag Australia
- Nextag Italia
- Nextag Japón